# Hospital de Santiago

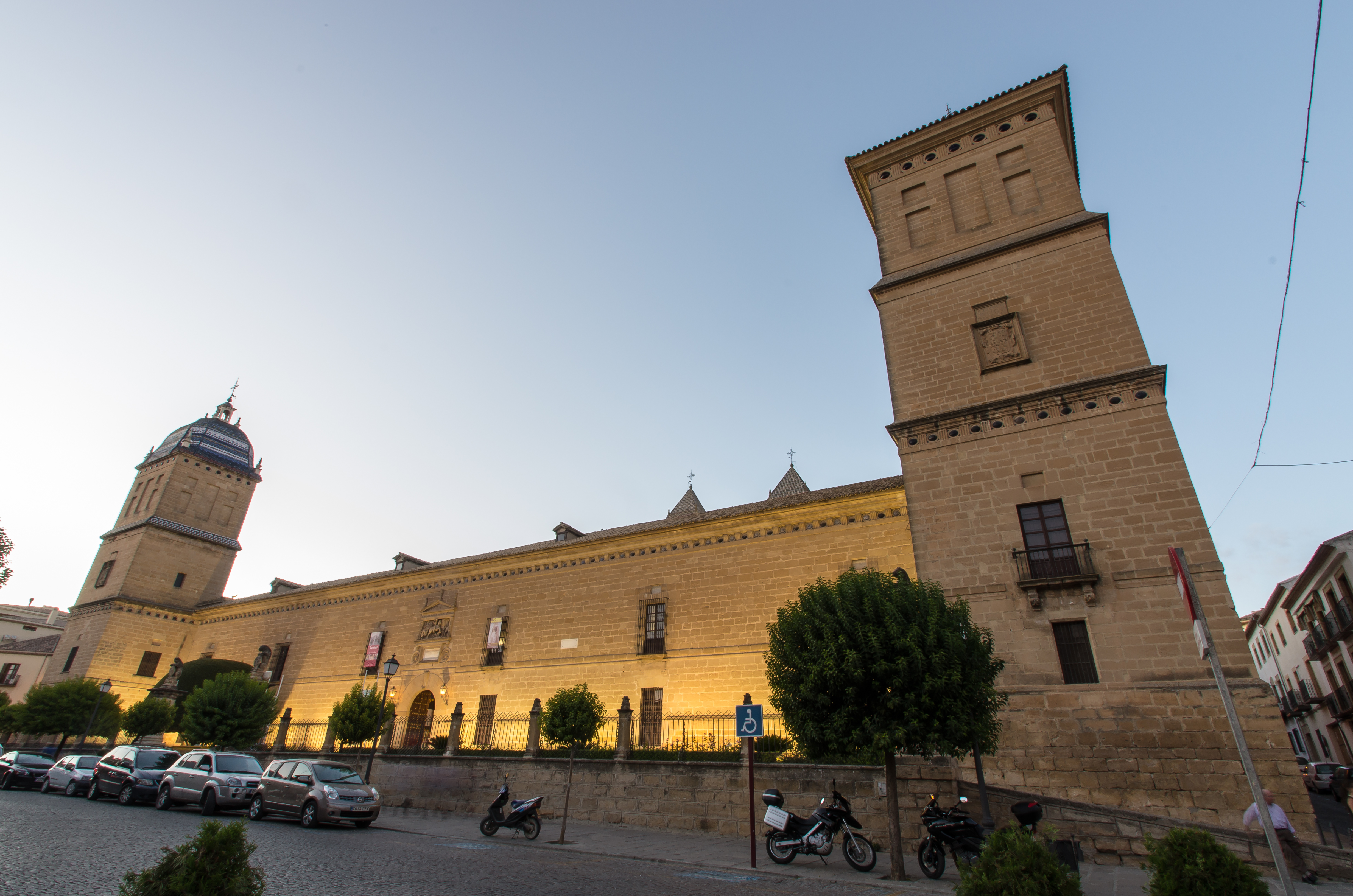
Hospital de Santiago

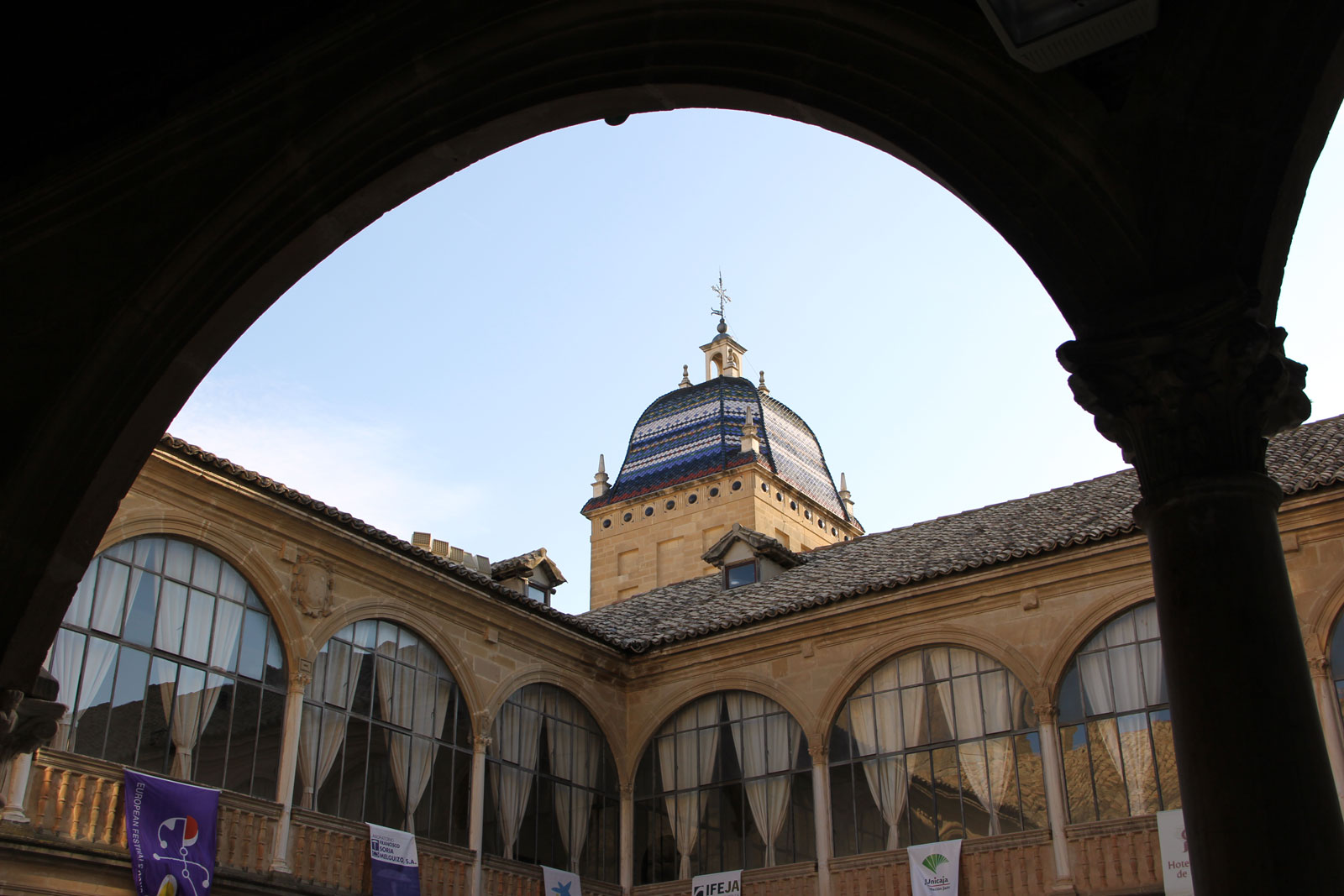
Patio Hospital de Santiago

Hospital de Santiago ist ein ehemaliges Krankenhaus aus dem 16. Jahrhundert in der Stadt Úbeda in der spanischen autonomen Gemeinschaft Andalusien in der Provinz Jaén.

## Geschichte
Das Nationaldenkmal Hospital de Santiago wurde in den Jahren 1562 bis 1575 nach den Plänen  Pedros de Vandelvira errichtet. Nach dem Tode Pedros wurde Andrés de Vandelvira 1562 dessen Nachfolger und zum Architekten und Bauleiter der Hospital ernannt. Das Krankenhaus für arme Patienten wurde im Auftrag des  Bischofs von Jaén Diego de los Cobos gebaut. Es gilt als eines der großen Werke der Renaissancearchitektur im Gesundheitswesen Spaniens.  
Bereits 1917 wurde der Komplex unter Denkmalschutz (Real Orden, 3 de abril de 1917) gestellt und ist seit dieser Zeit ein Kulturzentrum mit Bibliothek und wird heute auch für Ausstellungen und Konferenzen genutzt.